# Distrito de Moskovsky
El distrito de Moskovskiy (en ruso: Моско́вский райо́н, Moskóvskiy rayón) es un distrito de la ciudad federal de San Petersburgo, Rusia. Cuenta con una población de 288 744 habitantes (según el censo de 2010).
El distrito está situado en el suroeste de San Petersburgo y es conocido como "la puerta sur de la ciudad", ya que en su territorio se encuentra el Aeropuerto Internacional de Púlkovo y pasan dos carreteras principales del noroeste de Rusia: la M10 a Moscú y la M20 a Pskov y Bielorrusia.